# Гребенщиков Микита Вікторович
Микита Вікторович Гребенщиков (нар. 29 березня 2004, Чернігів, Україна) — український футболіст, захисник «Чернігова».

## Життєпис
Народився в Чернігові. У ДЮФЛУ з 2017 по 2021 рік виступав за місцеву «Юність».
Влітку 2021 року перейшов до «Чернігова», у футболці якого спочатку виступав у чемпіонаті Чернігівської області. На професіональному рівні дебютував за «городян» 6 жовтня 2021 року в програному (0:2) виїзному поєдинку 12-го туру групи А Другої ліги проти «Лівого берега». Микита вийшов на поле в стартовому складі та відіграв увесь матч.